# کریستینا هارت
کریستینا هارت (انگلیسی: Christina Hart؛ زادهٔ ۲۱ ژوئیهٔ ۱۹۴۹) هنرپیشه، تهیه‌کننده فیلم، کارگردان فیلم و نمایشنامه‌نویس اهل ایالات متحده آمریکا است.